# 腹水
腹水 (ふくすい) は、医学における症状、病態で、腹腔内に異常に多量の液体が貯留した状態ないしはその液体をいう。

## 原因
腹腔内には正常な状態でもごく少量の液体があるが、
- 血漿タンパク質の減少による膠質浸透圧の低下
- 門脈圧亢進
- 腹膜炎、悪性腫瘍の腹膜播種、肝癌の破裂

といった原因により、多量の漏出液や滲出液が見られるようになる。肝硬変ではアルブミン合成能低下および門脈圧亢進により前者のタイプ、腹膜の炎症や癌では後者のタイプが見られる。
女性の場合は卵巣癌などの可能性がある。

## 症状・所見
腹水が貯留すると、体重増加、腹部膨隆、尿量減少が見られ、打診、触診上異常所見が得られる。腹部超音波検査や腹部CTによって診断できる。

## 治療

### 原因疾患の治療
腹水の原因となる疾患の治療がまず大前提となる。しかしながら、肝硬変や癌性腹膜炎による腹水は原疾患のコントロールが困難であり、対症療法が主となる。

### 利尿薬
体内の水分を尿として強制的に排出し、腹水の減少を図る。ループ利尿薬が第一選択として使われる。肝硬変による難治性腹水に対しては保持性利尿薬も合わせて使われる。

### アルブミン
低アルブミン血症など血漿の膠質浸透圧が低下した状態では、血管内に水分を引き込むことができず、利尿薬の効果が上がらない。アルブミンの投与により、一時的ではあるが膠質浸透圧を上昇させ、腹水を血管内に引き戻すことができる。投与時は必ず利尿薬を併用する。

### 腹水穿刺
腹腔内へ管を入れ、腹水を直接抜く方法。即効性で効果も大きいが、原因が取り除かれない限り腹水は再び増加する。腹水にはアルブミンなどの血漿蛋白が多く含まれるため、頻回の穿刺排液は血漿蛋白の喪失を助長し、かえって腹水を増悪させる。血漿蛋白の喪失を防ぐため、抜いた腹水を濃縮して再び腹腔や静脈に戻すこともある。

### 腹腔-静脈シャント
肝硬変や手術後のリンパ漏等における腹水をコントロールする為に使用される。また、癌性腹膜炎による癌性腹水についても緩和目的で使用される。
逆流防止弁付きカテーテルを皮下に埋め込む処置が必要。腹水は腹腔圧と静脈圧の較差により自動的に灌流する。カテーテル留置後は、肋骨上の皮下に埋設されたポンプチャンバ部を皮膚上から適時ポンピングすることにより、カテーテルの閉塞を予防する。閉塞した場合、部分的交換や全交換を検討する。
腹腔-静脈シャントは腹水中の栄養分を捨てること無く静脈に灌流するため、電解質バランス改善や腎血流量の増加、横隔膜拳上による呼吸苦や腹部膨満感軽減等の期待が持てる。しかし、腹水原液を直接静脈内に流し込むため合併症が予測される。生化学的検査、腹水検査等の結果により実施を検討する。
経皮的に造設可能なデンバーシャントが有名。他に外科的に造設する腹水ポンプもある。

### 薬剤の腹腔内投与
癌性腹水に対し、ピシバニールなどを腹腔内に注入する方法が試みられることがある。